# ملی‌گرایی دینی
ملی‌گرایی دینی را می‌توان به روش‌های مختلفی درک کرد، مانند ملی‌گرایی به عنوان خود یک دین، موضعی که توسط کارلتون هیز در نوشته خود با عنوان «ملی‌گرایی: یک دین» بیان شده است؛ یا به عنوان رابطه ملی‌گرایی با یک باور، اصول، ایدئولوژی یا وابستگی مذهبی خاص. این رابطه را می‌توان به دو جنبه تقسیم کرد: سیاسی شدن دین و تأثیر دین بر سیاست.
در جنبهٔ اول، می‌توان دید که یک دین مشترک، به حس وحدت ملی، یعنی پیوند مشترک میان شهروندان یک ملت، کمک می‌کند. یکی دیگر از جنبه‌های سیاسی دین، حمایت از هویت ملی است؛ چیزی شبیه به قومیت، زبان یا فرهنگ مشترک. تأثیر دین بر سیاست، بیشتر ایدئولوژیک است؛ جایی که تفاسیر فعلی از ایده‌های دینی، الهام‌بخش فعالیت و اقدام سیاسی می‌شود؛ برای مثال، قوانینی تصویب می‌شوند تا پایبندی مذهبی سختگیرانه‌تری را تقویت کنند.
ملی‌گرایی دینی ایدئولوژیک، لزوماً نمی‌تواند به خودی خود، علیه سایر ادیان باشد، بلکه می‌تواند در واکنش به مدرنیته و به ویژه ملی‌گرایی سکولار، مطرح شود. در واقع، ملی‌گرایی دینی، می‌تواند خود را به عنوان جانشین ملی‌گرایی سکولار، بیان کند. دولت-ملت‌هایی که مرزهایشان، نسبتاً جدید است یا استعمار را تجربه کرده‌اند، ممکن است بیشتر مستعد ملی‌گرایی دینی باشند که می‌تواند به عنوان یک هویت اصیل‌تر یا «سنتی‌تر» مطرح شود؛ بنابراین، پس از پایان جنگ سرد و همچنین با به چالش کشیده شدن سیاست‌های پسااستعماری (که با چالش‌های توسعه‌ای قابل‌توجهی روبرو بودند، اما با واقعیت مرزهای تعریف‌شده توسط استعمار و بنابراین تا حدودی مصنوعی نیز دست‌وپنجه نرم می‌کردند) شاهد ظهور جهانی ملی‌گرایی دینی بودیم. در چنین سناریویی، توسل به حس ملی هویت اسلامی، مانند مورد پاکستان (به نظریه دو ملت مراجعه کنید)، ممکن است به غلبه بر تنش‌های منطقه‌ای کمک کند.
خطر این است که وقتی دولت، مشروعیت سیاسی خود را از پایبندی به آموزه‌های مذهبی می‌گیرد، این امر ممکن است زمینه را برای عناصر، نهادها و رهبران آشکارا مذهبی فراهم کند و با آوردن تفاسیر کلامی صریح‌تر به زندگی سیاسی، توسل به دین را «اصیل‌تر» سازد؛ بنابراین، توسل به دین، به عنوان نشانگر قومیت، زمینه را برای تفسیرهای تندتر و ایدئولوژیک‌تر از ملی‌گرایی دینی فراهم می‌کند. بسیاری از ملی‌گرایی‌های قومی و فرهنگی، شامل جنبه‌های دینی هستند، اما به عنوان نشانگر هویت گروهی، نه به عنوان انگیزه ذاتی برای ادعاهای ملی‌گرایانه.

## ملی‌گرایی بودایی
ملی‌گرایی بودایی، عمدتاً در سری‌لانکا و میانمار رایج است و در کامبوج و تایلند نیز وجود دارد.
ملی‌گرایی بودایی سینهالی، یک ایدئولوژی سیاسی است که تمرکز بر فرهنگ و قومیت سینهالی را با تأکید بر بودیسم ترواده که نظام اعتقادی اکثریت سینهالی‌ها در سریلانکا است، ترکیب می‌کند.
انجمن میهن‌پرستان میانمار و جنبش ۹۶۹، هدف خود را «سازماندهی و حفاظت» از مردم میانمار و مذهب بودایی آنها قرار داده‌اند که تحت تأثیر ملی‌گرایی بودایی در میانمار، قرار دارد.

## ملی‌گرایی مسیحی
ملی‌گرایان مسیحی، بیشتر بر سیاست‌های داخلی، مانند تصویب قوانینی که منعکس‌کننده دیدگاه آنها در مورد مسیحیت باشد، تمرکز می‌کنند. در کشورهایی که کلیسای دولتی دارند، ملی‌گرایان مسیحی، در تلاش برای حفظ جایگاه یک دولت مسیحی، از موضعی ضد تفرقه‌افکنانه، حمایت می‌کنند. آنها به‌طور فعال، گفتمان‌های مذهبی (مسیحی) را در زمینه‌های مختلف زندگی اجتماعی، از سیاست و تاریخ گرفته تا فرهنگ و علم، ترویج می‌دهند؛ به عنوان مثال، در رابطه با قانون‌گذاری، ملی‌گرایان مسیحی، از قوانین یکشنبه آبی، حمایت می‌کنند. اشکال رادیکال متمایزی از ملی‌گرایی دینی در جناح راست افراطی طیف سیاسی در کشورهای مختلف اروپایی، به ویژه در دوره میان‌دوجنگ در نیمه اول قرن بیستم، در حال ظهور بودند.
- در قرون وسطی، تلاش‌هایی برای ایجاد یک دولت پان‌مسیحی با متحد کردن کشورهای مسیحی، برای جانشینی امپراتوری روم، صورت گرفت. ملی‌گرایی مسیحی، در این دوره نقش داشت، دوره‌ای که در آن مسیحیان، انگیزه‌ای برای بازیابی سرزمین‌هایی که مسیحیت در آنها شکوفا شده بود، احساس کردند. پس از ظهور اسلام، بخش‌های خاصی از شمال آفریقا، شرق آسیا، جنوب اروپا، آسیای مرکزی و خاورمیانه، از کنترل مسیحیان، خارج شد.
- در لهستان، ملی‌گرایی، همیشه با وفاداری به کلیسای کاتولیک مشخص می‌شد. گروه‌هایی مانند «احیای ملی لهستان» از شعارهایی مانند «لهستان بزرگ کاتولیک» استفاده می‌کنند و به شدت علیه قانونی شدن ازدواج همجنس‌گرایان و سقط جنین، اعتراض می‌کنند.[۶] گروه‌های مذهبی محافظه‌کار مرتبط با رادیو ماریا، اغلب به داشتن نگرش‌های ملی‌گرایانه و یهودستیزانه، متهم می‌شوند.[۷]
- ملی‌گرایی دینی که با پایبندی جمعی به مسیحیت ارتدکس شرقی و کلیساهای ارتدکس ملی مشخص می‌شود، در بسیاری از کشورهای اروپای شرقی و همچنین در روسیه و صربستان، یافت می‌شود.

## ملی‌گرایی هندو
با توجه به تنوع گسترده زبانی، مذهبی و قومی جمعیت هند، ملی‌گرایی در هند، به‌طور کلی در حوزه یک نوع واحد از ملی‌گرایی قرار نمی‌گیرد. هندی‌ها ممکن است به دلیل ملی‌گرایی مدنی، فرهنگی یا جهان سومی، با ملت خود، هویت‌یابی کنند. مفسران، خاطرنشان کرده‌اند که در هند معاصر، نوعی معاصر از ملی‌گرایی هندو یا هندوتوا، توسط حزب بهاراتیا جاناتا و راشتریه سویم سیوک سنگه، مورد حمایت، قرار گرفته است.
هندوتوا (به معنای «هندوگرایی»)، اصطلاحی که توسط ملی‌گرای هندو، وینایاک دامودار سوارکار، در سال ۱۹۲۳ رواج یافت، شکل غالب ملی‌گرایی هندو در هند است. هندوتوا، توسط سازمان داوطلب ملی‌گرای هندوی راست‌گرای راشتریه سویم سیوک سنگه حمایت می‌شود که به‌طور گسترده به عنوان سازمان مادر حزب حاکم بهاراتیا جاناتا، به همراه سازمان‌های وابسته به آن، به ویژه ویشوا هندو پریشاد، شناخته می‌شود.

## ملی‌گرایی اسلامی

### پاکستانی
برخلاف شکل سکولار ملی‌گرایی که در اکثر کشورهای دیگر، مورد حمایت قرار می‌گیرد، ملی‌گرایی پاکستانی، ماهیتی مذهبی دارد و از ملی‌گرایی اسلامی، تشکیل شده است. دین، اساس روایت ملی‌گرایانه پاکستانی بود. (به سکولاریسم در پاکستان مراجعه کنید) ملی‌گرایی پاکستانی، ارتباط نزدیکی با میراث مسلمانان، دین اسلام و همچنین پان‌اسلامیسم، همان‌طور که در نظریه دو ملت توصیف شده است، دارد. همچنین به آگاهی و بیان تأثیرات مذهبی و قومی اشاره دارد که به شکل‌گیری آگاهی ملی کمک می‌کند. پاکستان، «مرکز جهانی اسلام سیاسی» نامیده شده است.

### سایر
حماس، حزبی است که ملی‌گرایی فلسطینی را با اسلام‌گرایی در هم می‌آمیزد.
احرار الشام، جیش الاسلام و دیگر گروه‌های شورشی، ملی‌گرایی سوری را با اسلام‌گرایی، ترکیب می‌کنند.
جیش‌العدل، ملی‌گرایی بلوچی را با اسلام‌گرایی، در هم می‌آمیزد.
ایدئولوژی طالبان، ترکیبی از اسلام‌گرایی با پشتونوالی و ملی‌گرایی افغان است.
جنبش اسلام‌گرای سومالیایی الشباب، ملی‌گرایی دینی سومالیایی و امپریالیسم‌ستیزانه را در ایدئولوژی جهادی سلفی خود گنجانده است.

## ملی‌گرایی یهودی
صهیونیسم مذهبی، ایدئولوژی‌ای است که صهیونیسم و یهودیت ارتدکس را با هم ترکیب می‌کند. پیش از تأسیس کشور اسرائیل، اکثر صهیونیست‌های مذهبی، یهودیان معتقدی بودند که از تلاش‌های صهیونیستی برای بازسازی یک کشور یهودی در سرزمین اسرائیل، حمایت می‌کردند. پس از جنگ شش‌روزه و تصرف کرانه باختری، حامیان راست‌گرای جنبش، صهیونیسم مذهبی را در ملی‌گرایی اسرائیلی، ادغام کردند و در نهایت جنبش جدیدی را تأسیس کردند که به نئوصهیونیسم، تکامل یافت. ایدئولوژی نئوصهیونیسم، سه رکن دارد: سرزمین اسرائیل، مردم اسرائیل و تورات اسرائیل.

## ملی‌گرایی در بت‌پرستی مدرن
بت‌پرستی به عنوان موضوعی جذاب در رمانتیسم قرن ۱۸ و ۱۹، به ویژه در زمینه احیای ادبی وایکینگ‌ها، که مشرکان تاریخی سلتیک، اسلاو و ژرمن را به عنوان وحشی نیک به تصویر می‌کشیدند، دوباره مطرح شد.
علاقه رمانتیک‌ها به آثار باستانی غیرکلاسیک، همزمان با ظهور ملی‌گرایی رمانتیک و ظهور دولت-ملت در بستر انقلاب‌های ۱۸۴۸ بود که منجر به خلق حماسه‌های ملی و اسطوره‌های ملی برای کشورهای مختلف تازه‌تأسیس شد. موضوعات بت‌پرستانه یا فولکلوریک نیز در ملی‌گرایی موسیقایی آن دوره، رایج بود.
سازمان‌هایی مانند آرمانن-اردن، نمایانگر تحولات مهمی در باطن‌گرایی نئوپاگان و آریوسوفی پس از جنگ جهانی دوم هستند، اما همه آنها اشکال باطن‌گرایی نازی را تشکیل نمی‌دهند. برخی از گروه‌های نئوپاگان شمال اروپا، مانند تئودز، آساتروآرفلاگید و ویدآرتروار، صریحاً اظهار داشته‌اند که نئونازیسم در بین اعضای آنها رایج نیست.

## شینتو
اصطلاح «شینتوی حکومتی» برای دسته‌بندی و ترویج اعمال امپراتوری ژاپن که برای حمایت از ایدئولوژی ملی‌گرایانه ژاپن به شینتو، متکی بودند، استفاده می‌شد. : ۱۳۳  : ۹۷ با امتناع از ممنوعیت کامل اعمال شینتو، قانون اساسی ژاپن پس از جنگ، توانست آزادی کامل دین را حفظ کند. : ۱۳۳ 

## سیک
جنبش خالصتان، یک جنبش جدایی‌طلب سیک است که به دنبال ایجاد سرزمینی برای سیک‌ها با تأسیس یک کشور مستقل به نام خالصتان (سرزمین خالصه) در منطقه پنجاب است. کشور پیشنهادی، شامل سرزمین‌هایی خواهد بود که در حال حاضر پنجاب هند و پنجاب پاکستان را تشکیل می‌دهند.

## سایر جنبش‌های دینی و ملی‌گرایی
در شبه‌جزیره کره، جنبش دونگ‌هاک و رهبر آن، چوئه جی-یو، از مبلغان کاتولیک کره‌ای، الهام گرفته بودند. با این حال، آنها «آموزه‌های غربی» که توسط مبلغان مذهبی، موعظه می‌شد را محکوم می‌کردند و آن را در مقابل «آموزه‌های شرقی» بومی، قرار می‌دادند. آنها در سال ۱۸۹۴، شورشی را در استان جولا در جنوب غربی کره، آغاز کردند. جنبش دونگ‌هاک به عنوان الگویی برای جنبش‌های بعدی دجونگ‌گیو و جئونگ‌سان-گیو و همچنین سایر جنبش‌های ملی‌گرای دینی، عمل کرد. جنبش دائجونگ‌گیو که تحت تأثیر بودیسم بود، در طول استعمار ژاپن بر کره و منچوری، چریک‌ها را در منچوری، تأمین مالی می‌کرد. ایدئولوژی دولتی کره شمالی، جوچه، گاهی در گزارش‌های حقوق بشر وزارت امور خارجه ایالات متحده آمریکا، به عنوان یک دین، طبقه‌بندی می‌شود.